# Bilguim
Bilguim est un village du Cameroun situé dans la commune de Meri, le département du Diamaré et la Région de l'Extrême-Nord. Il dépend du canton de Kalliao. 

## Population
En 1974, la localité comptait 299 habitants, principalement des Guiziga.
Lors du dernier recensement de 2005, on y a dénombré 1 070 personnes, dont 539 de sexe masculin (30,37 %) et 531 de sexe féminin (49,63%). 